# 증기의 바다

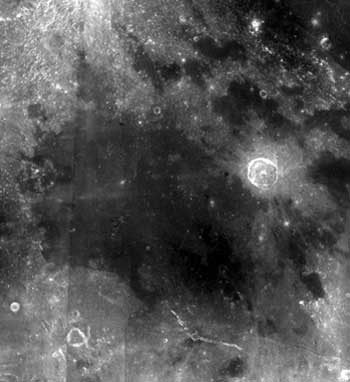
증기의 바다

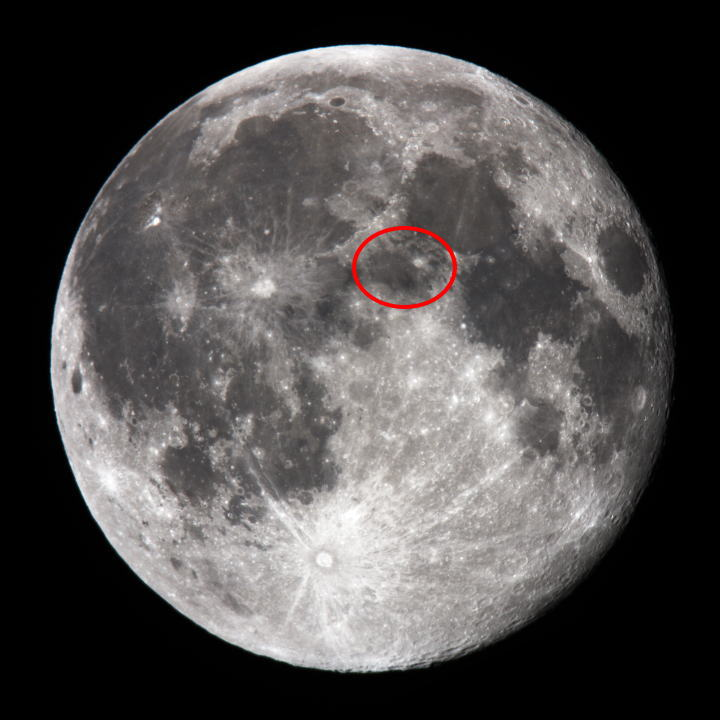
증기의 바다의 위치

증기의 바다(라틴어: Mare Vaporum)는 달의 동부에 위치한 달의 바다이다. 달의 앞면에 있다. 맑음의 바다의 남서부, 비의 바다의 남동부와 접하고 있다. 서쪽으로는 아펜닌 산맥이 위치해 있다. 직경 11km의 분화구가 있고, 남부에 흰색의 가는 선이 존재한다. 직경은 245km이다.